# Juliana Franco
María Juliana Franco Ramos (Villavicencio, 16 de marzo de 1993) es una modelo, profesional de medios audiovisuales y reina de belleza colombiana, ganadora de los títulos Miss Earth Colombia 2017 y Miss Earth - Water 2017.

## Carrera en los concursos de belleza

### Miss Earth Colombia 2017
Juliana se postuló como candidata oficial al certamen Miss Earth Colombia en 2017, año en el que se llevaría a cabo la tercera edición del evento.
Representando al parque nacional natural Sierra de la Macarena, se posicionó como una de las grandes favoritas, junto a participantes como Alejandra Consuegra y Lizeth Mendieta, entre otras.
Luego de enfrentarse a 9 mujeres provenientes de diferentes regiones del país, la noche del 1 de septiembre Juliana se convirtió en la sucesora de la bogotana Michelle Gómez, quien en ese momento tenía en su poder los títulos de Miss Earth Colombia 2016 y Miss Earth - Air 2016. Una de las invitadas a la ceremonia de coronación fue la ecuatoriana Katherine Espín, ganadora de Miss Earth 2016.

### Miss Earth 2017
En el mes de octubre, Juliana viajó a Pásay, Filipinas, para representar a Colombia en el concurso internacional Miss Earth 2017, frente a 84 delegadas de diversas partes del mundo.
En la competencia, ganó reconocimientos en categorías como "Belleza facial y elegancia" e "Inteligencia y conciencia ambiental", además de la medalla de plata en "Miss Fotogénica" y el premio de "Miss Charmulets", otorgado por uno de los patrocinadores oficiales. De esta manera, se disparó su favoritismo en los medios globales, que veían en la colombiana una de las candidatas más fuertes de todo el certamen.
Durante la final del concurso, Juliana se alzó con el título elemental Miss Earth - Water 2017, por lo que alcanzó la hazaña de situar nuevamente al país sudamericano en el top 4. Karen Ibasco, de Filipinas, fue la ganadora del evento, mientras que las otras dos finalistas fueron Nina Robertson, de Australia, y Lada Akimova, de Rusia.

### Miss Universe Colombia 2020
Después de oficializarse la noticia de que la franquicia de Miss Universo había cambiado de propietarios en Colombia, Juliana tomó la decisión de inscribirse como participante por el Meta a la primera edición de Miss Universe Colombia. De este modo y tras aprobar cada uno de los filtros de la competencia, fue nombrada como la representante de su departamento. La noche final del certamen se llevó a cabo el 16 de noviembre de 2020, donde logró adjudicarse un lugar dentro del grupo de 16 semifinalistas.